# أحمد بن عبد الله الباجي
أحمد بن عبد الله بن محمد بن علي بن شريعة اللخمي الإشبيلي عُرف بابن الباجي، فقيه ومحدث مالكي. تولى قضاء إشبيلية مدة من الزمن.
سمع من والده جميع ما عنده، من ذلك مصنف ابن أبي شيبة بروايته عن القبري عن بقي بن مخلد عنه.
قال الخولاني: « كان أبو عمر عارفا بالحديث ووجوهه، إماما مشهورا، لم تر عيني مثله في المحدثين وقارا وسمتا، رحل بابنه محمد، ولقيا شيوخا جلة، وولي أبو عمر قضاء إشبيلية مدة يسيرة، وأخذنا عنه كثيرا، توفي فشهدت جنازته في محفل عظيم في المحرم سنة ست وتسعين وثلاثمائة، وله أربع وستون سنة». وقال ابن عبد البر : «كان يحفظ غريبي الحديث لأبي عبيد، وابن قتيبة، وشوور في الأحكام وله ثمان عشرة سنة، وجمع له أبوه علوم الأرض، ولم يحتج إلى أحد، رحل بأخرة، ولقي أبا بكر المهندس وطائفة، وكان فقيه عصره، وإمام زمانه، لم أر بالأندلس مثله، كملت عليه مصنف ابن أبي شيبة، وكان إماما في الأصول والفروع».

## وفاته
توفي سنة 396 هـ، وعمره أربع وستون سنة.